# 3R・低炭素社会検定
3R・低炭素社会検定（さんあーる・ていたんそしゃかいけんてい）は、一般社団法人持続可能環境センターが認定するリサイクルと低炭素社会に関する検定である。

## 沿革
- 2009年1月 - 第1回試験開催、3R検定としてスタート[1]
- 2011年1月 - 第3回試験で　低炭素社会部門も認定開始[1]

## 試験

### 部門
- 3Ｒ部門
- 低炭素社会部門

### 受検資格
- なし

### 試験地
- 札幌、東京、名古屋、福井、京都、大阪、徳島、広島、福岡

### 試験内容
- 4択

### 試験日
- 11月上旬